# Báránd
Báránd ist eine Gemeinde im Kleingebiet Püspökladány im Osten Ungarns.
Durch den zwischen Püspökladány und Földes gelegenen Ort führt die Europastraße 60.

## Geografie
Báránd grenzt an folgende Gemeinden:
| Püspökladány |                                             | Kaba       |
|              | Kompassrose, die auf Nachbargemeinden zeigt | Tetétlen   |
| Sárrétudvari | Biharnagybajom Nagyrábé                     | Földes Sáp |

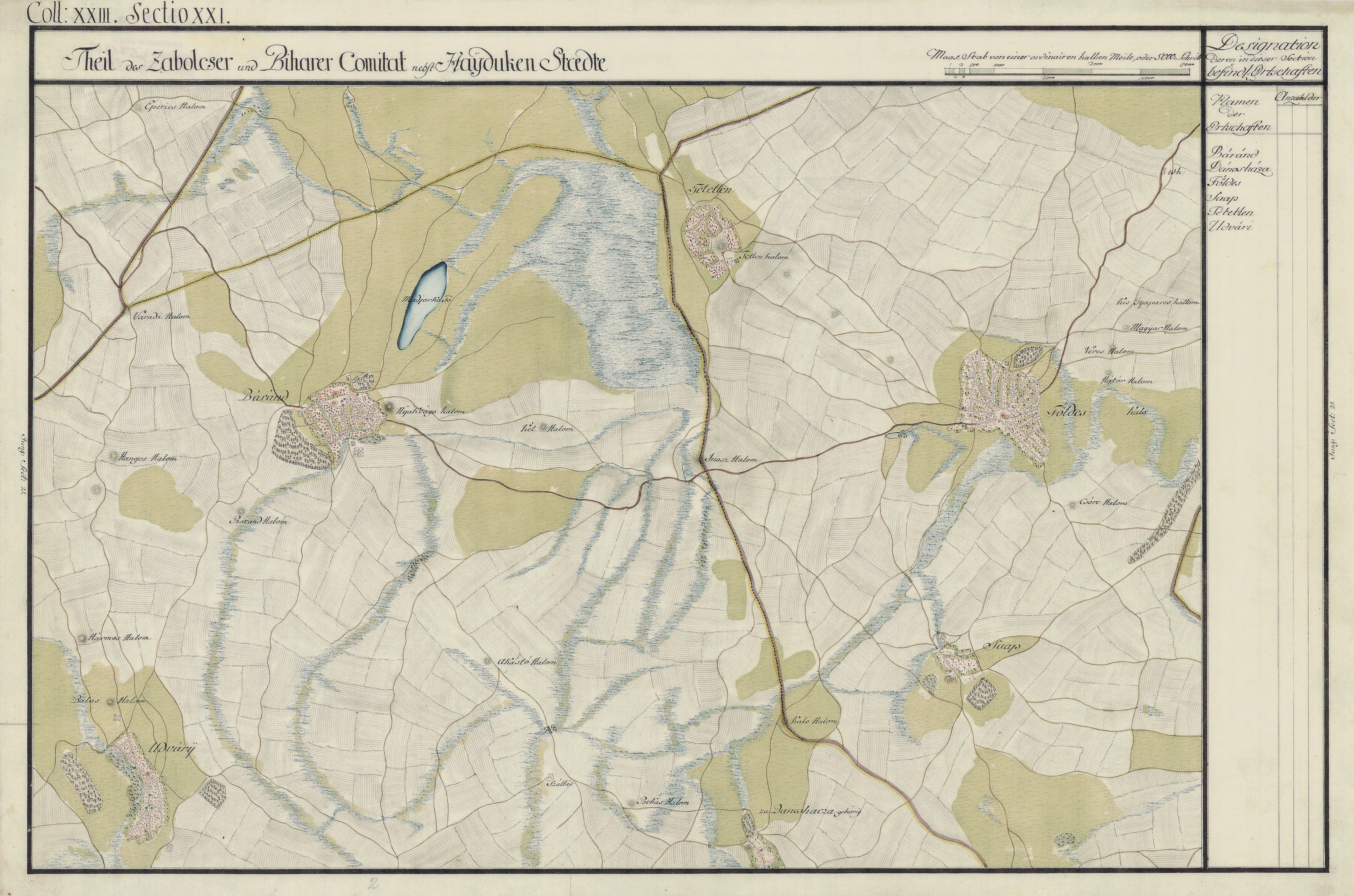
Báránd (Mitte links) um 1782 (Aufnahmeblatt der Josephinischen Landesaufnahme)
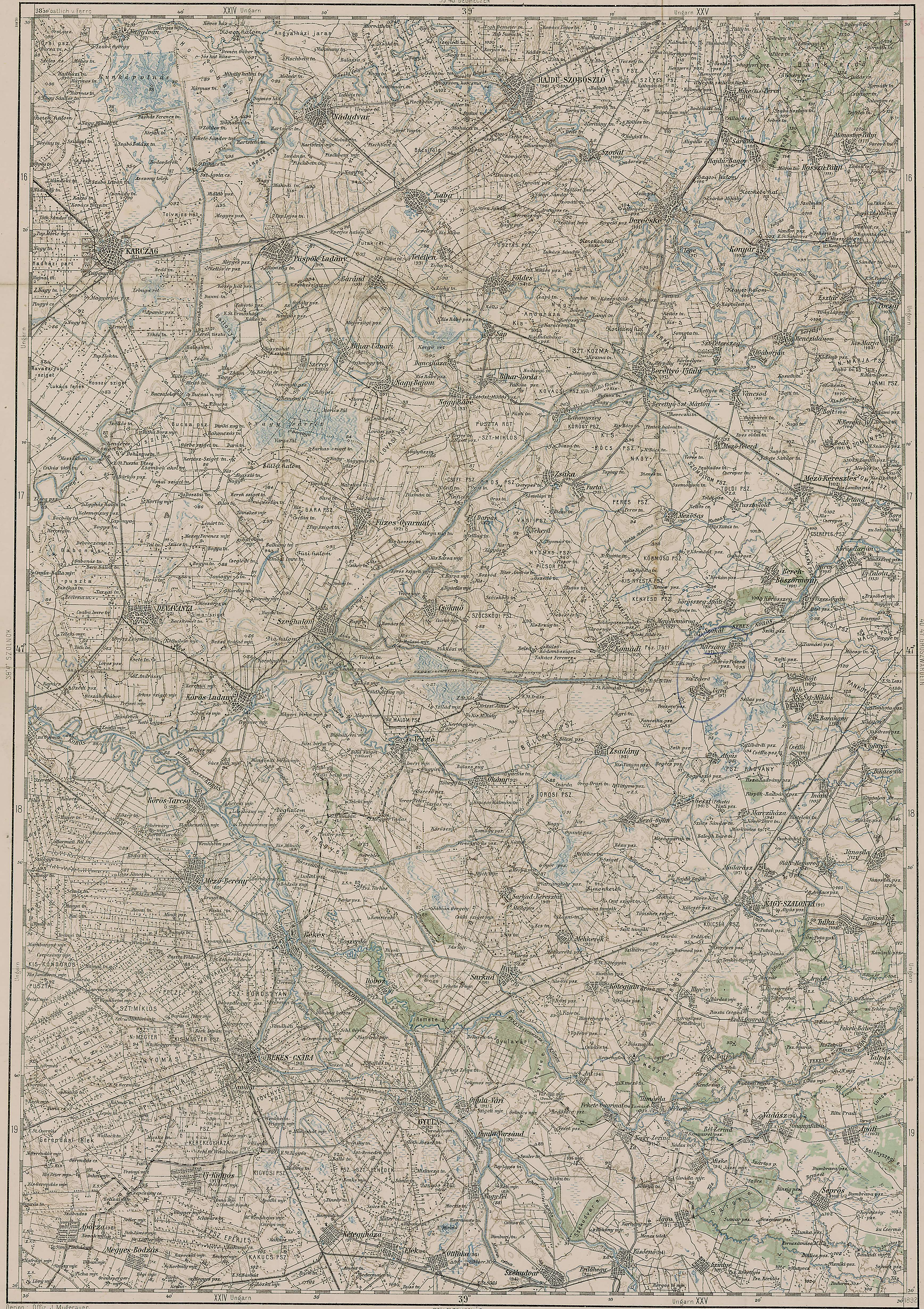
Báránd (N 47° 17'; O 38° 53') um 1892 (Aufnahmeblatt der Franzisco-Josephinischen Landesaufnahme)

## Verkehr
Durch Báránd führt die Europastraße 60 an dieser Stelle auch als ungarische Hauptstraße 42 geführt, sowie die Bahnstrecke Püspökladány–Oradea.

## Partnerschaften
- Ștefănești (Mureș) im Kreis Mureș (Rumänien)
- Pava im Kreis Covasna (Rumänien)

## Persönlichkeiten
- Iván Balassa (1917–2002), ungarischer Ethnograf